# Shiro Azumi
Shiro Azumi (安積 四郎, Azumi Shiro) est un footballeur international japonais. Il évoluait au poste d'attaquant.

## Carrière
Shiro Azumi fait sa première apparition en équipe nationale japonaise le 23 mai 1923, lors d'un match contre les Philippines, qui s'imposent sur le score de 2-1, dans le cadre des Jeux de l'Extrême-Orient. Sa deuxième rencontre est jouée le lendemain contre la Chine, qui bat l'équipe nippone par 5 buts à 1. La dernière cape internationale de Shiro Azumi a lieu le 17 mai 1925, lors d'une nouvelle défaite aux Jeux de l'Extrême-Orient contre les Philippines (4-0).
Il joue alors en club à l'Osaka Soccer Club.